# Reino de Querma
A Cultura de Querma ou Reino de Querma foi uma das primeiras civilizações centradas em Querma, no Sudão. Floresceu de cerca de 2500 a 1 500 a.C. na antiga Núbia, localizada no Alto Egito e no norte do Sudão. O governo parece ter sido um dos vários estados do Vale do Nilo durante o Império Médio. Na fase mais recente do Reino de Querma, que durou de 1700 a 1 500 a.C., absorveu o reino Sudanês de Sai e tornou-se um império populoso e considerável que rivalizava com o Egito. Por volta de 1 500 a.C., foi absorvido pelo Novo Reino do Egito, mas as rebeliões continuaram durante séculos. Por volta do século XI a.C., o Reino de Cuxe, mais Egípcio emergiu, possivelmente de Querma, e reconquistou a independência da região do Egito.

## Local
O principal local de Querma, que forma o coração do Reino de Querma, inclui uma extensa cidade e um cemitério formado por grandes tumulus. O nível de afluência no local demonstrou o poder do Reino de Querma, especialmente durante o Segundo Período Intermediário, quando os Quermanos ameaçaram as fronteiras do sul do Egito.

## Estrutura ecopolítica
Até recentemente, a civilização de Querma era conhecida apenas a partir da cidade e dos cemitérios do centro metropolitano e de locais menores em Querma, no Sudão. No entanto, pesquisas recentes e trabalhos de escavação identificaram muitos novos locais ao sul de Querma, muitos localizados em canais do Nilo, agora secos, que ficam a leste do curso moderno do rio. Este padrão de assentamento indica uma população substancial e pela primeira vez fornece-nos algum tipo de contexto no qual podemos colocar a própria Querma. O trabalho de pesquisa antes da represa de Meroué na Quarta Catarata confirmou a presença de locais de Querma pelo menos tão acima da área da ilha de Abu Hamade/Mograte.
Querma era evidentemente uma entidade política considerável - os registros Egípcios falam de suas regiões agrícolas ricas e populosas. Ao contrário do Egito, Querma parece ter sido altamente centralizado. Ele controlava da 1ª até á 4ª Catarata, o que significava que seu domínio era tão extenso quanto o antigo Egito.

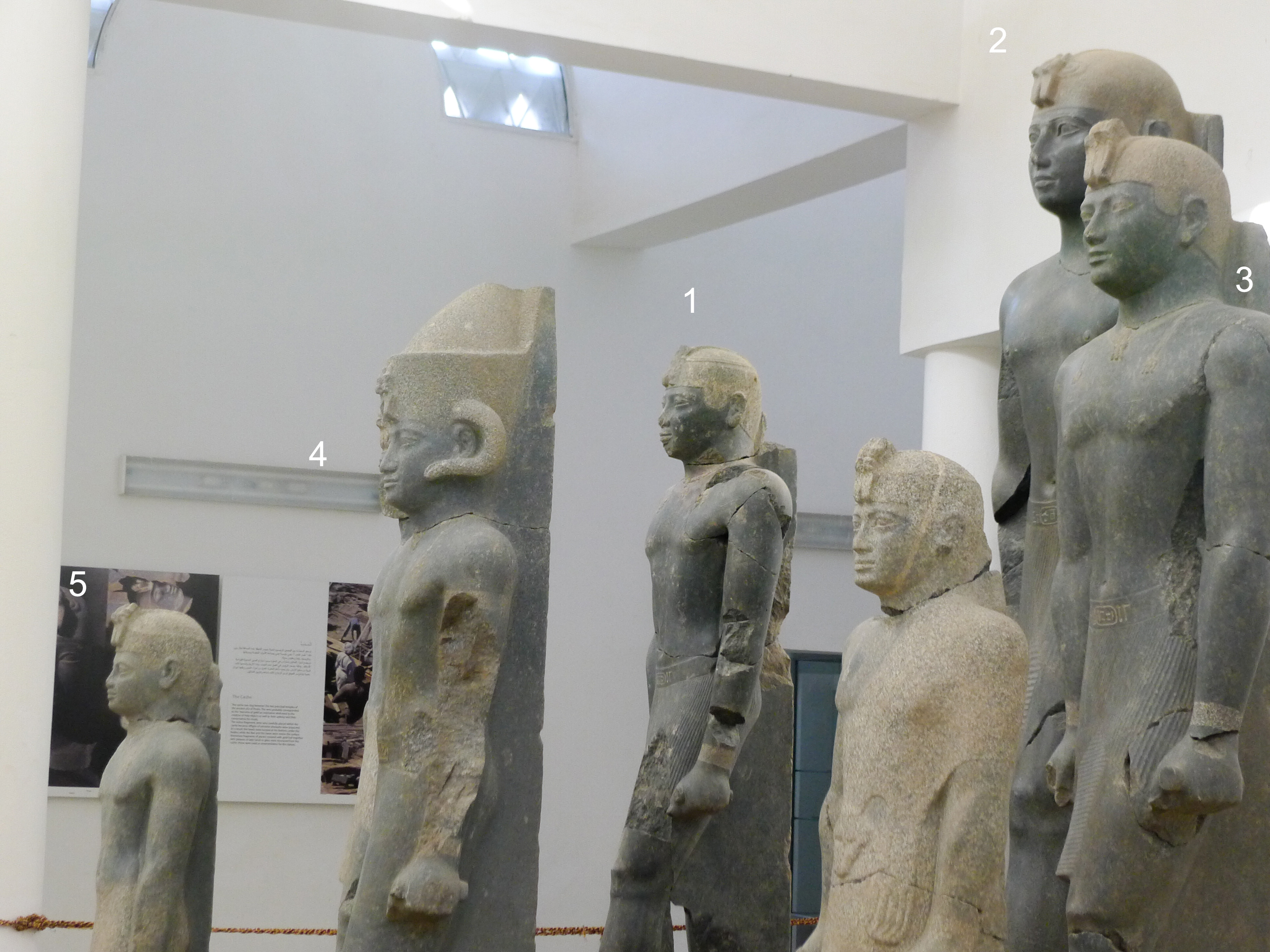
Estátuas de faraós Núbios da XXV dinastia egípcia descobertas perto de Querma

Numerosas comunidades de vilarejos espalhadas ao longo dos campos de cultivo compunham a maior parte do reino, mas também parece ter havido distritos onde a pastorícia (cabra, ovelhas e gado) e o processamento de ouro eram indústrias importantes. Certas cidades de Querma serviram para centralizar os produtos agrícolas e o comércio direto. A análise dos crânios de milhares de cabeças de gado enterrados em túmulos reais de Querma sugere que às vezes os estoques foram trazidos a grandes distâncias de distritos distantes, presumivelmente como um tipo de tributo das comunidades rurais à morte dos monarcas de Querma. Isso é paralelo à importância do gado como propriedade real em outras partes da África em épocas posteriores.
Apenas os centros de Querma e Sai parecem ter contido populações urbanas consideráveis. Possivelmente, outras escavações revelarão outros centros regionais. Em Querma e Sai, há muitas evidências de elites abastadas, e uma classe de dignitários que monitorizavam o comércio de mercadorias que chegavam de terras distantes, e que supervisionavam os embarques despachados de prédios administrativos. Evidentemente, Querma desempenhou um importante papel intermediário no comércio de itens de luxo do interior da África Central para o Egito.

## Lugar na história antiga

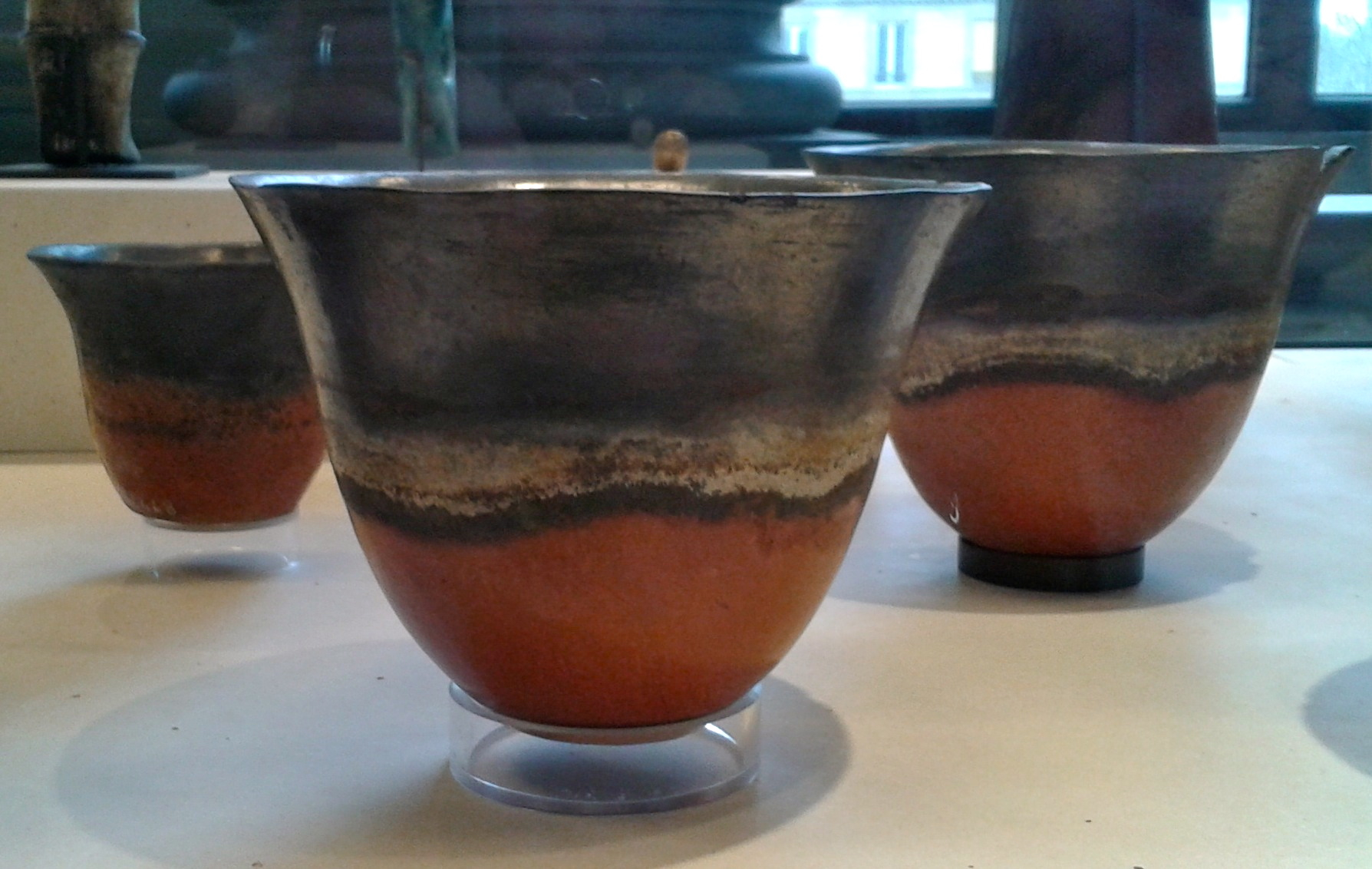
Navios da ilha de Saï, cultura de Querma. Em exposição no Museu do Louvre

Durante o Primeiro Período Intermediário, a presença egípcia na Baixa Núbia cessou. Quando, no início do Novo Reino, fontes egípcias mencionaram novamente a região de Querma, relataram que Querma estava no controle da Núbia Superior e Baixa.
A longa história da atividade militar Egípcia na Baixa Núbia pode indicar que Querma foi percebida como uma ameaça ao Egito Faraónico em diferentes épocas. As Principais fortificações Egípcias foram construídas no meio do Vale do Nilo durante o Médio Império. Estes eram para proteger a fronteira do Alto Egito contra ataques de Querma, e mais do que provável e para proteger as valiosas rotas de comércio entre as duas regiões. Tanto durante o Médio como no Novo Reino, os recursos que Querma possuía - ouro, gado, laticínios, ébano, incenso, marfim, etc. - eram muito cobiçados pelo Egito. O seu exército foi construído em torno de arqueiros.
Durante o seu apogeu, Querma formou uma parceria com os Hicsos e tentou esmagar o Egito. Descobertas em 2003 no Túmulo do Governador de Nequebe (perto de Tebas) mostram que Querma invadiu o Egito profundamente entre 1575 e 1550 AC. Acredita-se que esta foi uma das derrotas mais humilhantes do Egito, que mais tarde os faraós haviam apagado dos registros históricos oficiais. Muitas estátuas e monumentos reais foram saqueados do Egito e removidos para Querma, aparentemente como um gesto de triunfo do governante de Querma.

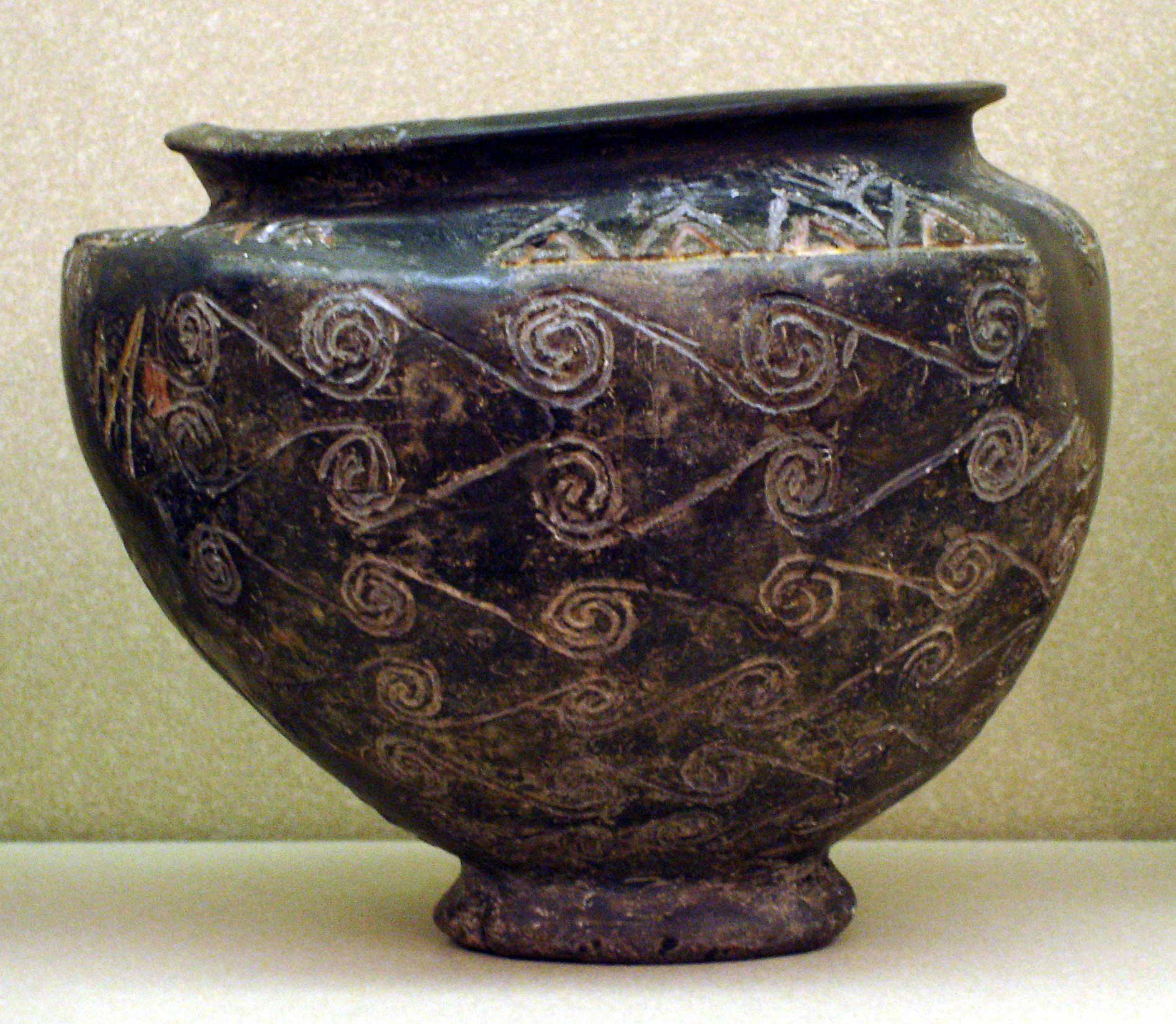
Antiga tigela de Querma mantida no Museu de Belas Artes de Boston. "Tigela com Decoração em Espiral"

Sob Tutemés I, o Egito fez várias campanhas para o sul. Isso acabou resultando na anexação da Núbia (Querma/Cuxe) c. 1 504 a.C.. Após a conquista, a cultura de Querma foi crescentemente "Egípciada", mas as rebeliões continuaram durante 220 anos (até c. 1 300 a.C.). Durante o Novo Reino, Querma/Cuxe, no entanto tornou-se uma importante província do Império Egípcio - economicamente, politicamente e espiritualmente. De fato, grandes cerimonias Faronistas foram realizadas em Jebel Barcal, perto de Napata, e as linhagens reais das duas regiões parecem ter-se cruzado entre si.
A extensão da continuidade cultural/política entre o Reino de Querma e o sucessor cronológico Reino de Cuxe é difícil de determinar. A última política começou a surgir por volta de 1 000 a.C., cerca de 500 anos após o fim do Reino de Querma. Inicialmente, os reis Cuxitas continuaram a usar Querma para enterros reais e cerimonias especiais, sugerindo alguma conexão. Além disso, a disposição dos componentes funerários reais em Querma e Napata (a capital de Cuxe) são projetados de forma semelhante. Caches de estátuas dos faraós de Cuxe também foram descobertos em Querma, sugerindo que os governantes de Napata reconheciam uma ligação histórica entre a sua capital e Querma.

## Língua
De acordo com Peter Behrens (1981) e Marianne Bechaus-Gerst (2000), evidências linguísticas indicam que os povos de Querma falavam Línguas afro-asiáticas do ramo Cuchítico. A Língua Nobiin Nilo-Saariana contém uma série de empréstimos-chave relacionados com a pastorícia que são de origem Cuchitica Oriental que incluem os termos para ovelha/cabra, galinha/galo, recinto de pecuária, manteiga e leite. Isso, por sua vez, sugere que a população de Querma - que, juntamente com a C-Group Culture, habitava o Vale do Nilo imediatamente antes da chegada dos primeiros falantes Núbios - falava línguas Afro-asiáticas.

## Arqueologia

### Arqueologia doséculo XX

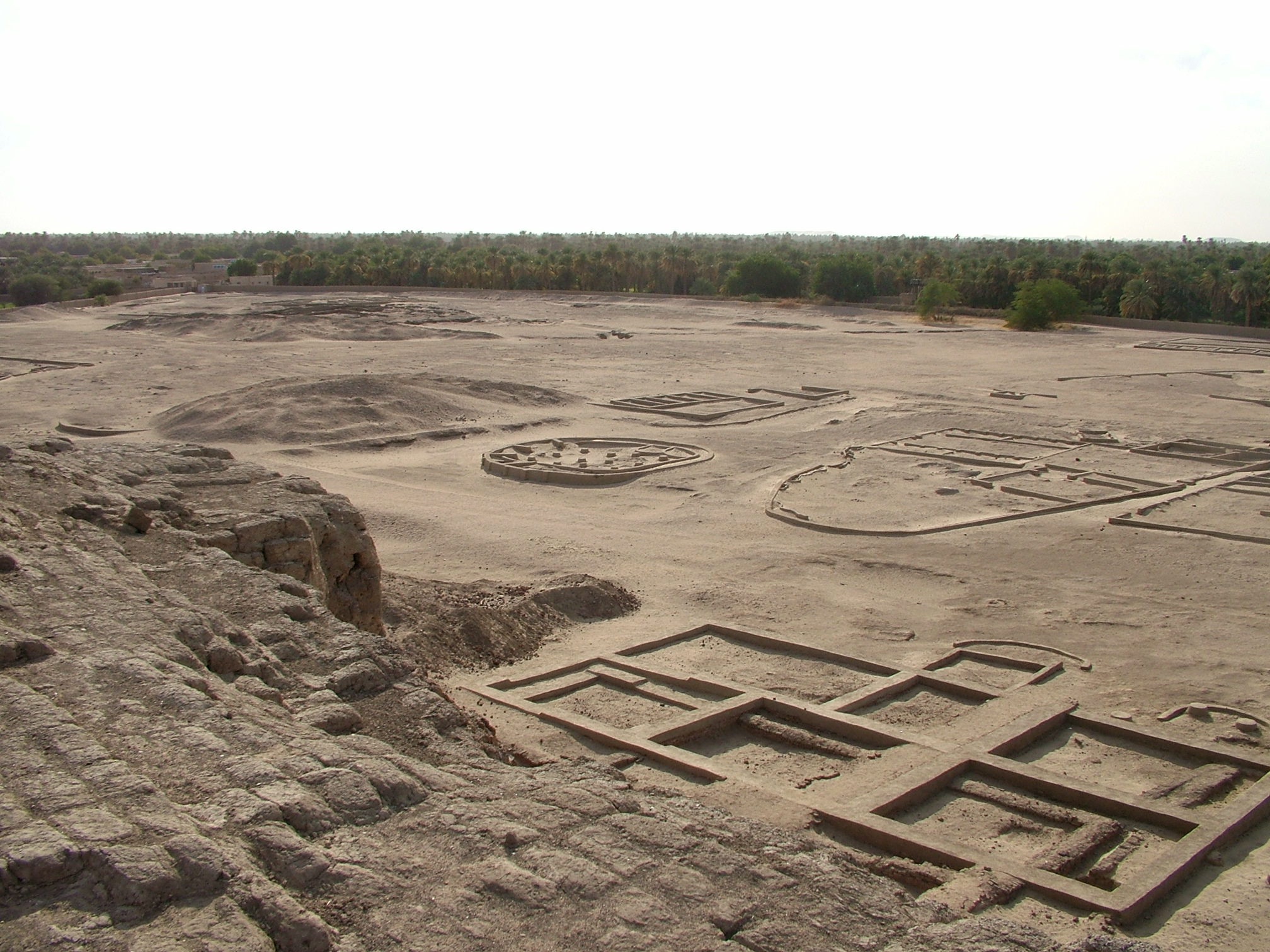
Escavações em Querma

Quando Querma foi escavado pela primeira vez na década de 1920, George Andrew Reisner acreditava que originalmente serviu de base ou era um forte de um governador Egípcio, e que esses governantes egípcios evoluíram para os monarcas independentes de Querma. A interpretação de Reisner baseava-se na presença de estátuas egípcias gravadas nos grandes enterros, que ele achava pertencer àqueles indivíduos nomeados.
Em décadas posteriores, os estudiosos voltaram-se para a visão de que Querma era um posto avançado dos Egípcios, sendo muito pequeno e distante das fronteiras conhecidas do antigo Egito para estar mais diretamente ligado a ele.
No entanto, nos últimos dez a quinze anos, escavações revelaram que a cidade de Querma era muito maior e mais complexa do que se supunha anteriormente. Também se percebeu que a cultura material e as práticas funerárias aqui são esmagadoramente de origem Quermaniana local, e não Egípcia.

### Arqueologia doséculo XXI
Em 2003, o arqueólogo Charles Bonnet liderando uma equipe de arqueólogos Suíços que escavavam perto de Querma descobriu um grande número de estátuas monumentais de granito negro dos faraós da Vigésima-quinta Dinastia do Egito. Entre as esculturas estavam aquelas pertencentes aos dois últimos faraós da dinastia, Taraca e Tantamani, cujas estátuas são descritas como "obras-primas que estão entre as maiores da história da arte".
A análise Craniométrica dos fósseis de Querma, comparados com várias outras populações primitivas que habitam o Vale do Nilo e o Magrebe, descobriu que eles eram morfologicamente próximos dos Egípcios Pré-dinásticos de Nacada (4000–3200 a.C.). A análise Craniométrica de fósseis de Nacada pré-dinásticos descobriu que eles estavam intimamente relacionados com outras populações de fala Afro-asiáticas que habitavam o Corno de África. Os Quermanos também eram mais distantemente relacionados aos Egípcios Dinásticos de Gizé (323 a.C.–330 d.C.) e amostras Egípcias Pré-dinásticas de Badari (4400–4000 a.C.), seguidos pelos antigos Garamantes da Líbia (900 a.C.–500 d.C.) e séries osteológicas antigas da Argélia (1 500 a.C.), Cartago na Tunísia (751 a.C.–435 d.C.), Solebe em Núbia (1575–1380 a.C.) e amostras da era da Reino Ptolemaico de Alexandria no Egito (323 a.C.–330 d.C.).